# ويلفريد إي. غريغز
ويلفريد إي. غريغز (بالإنجليزية: Wilfred E. Griggs)‏ هو مهندس معماري أمريكي، ولد في 2 مايو 1866 في واتربوري في الولايات المتحدة، وتوفي بنفس المكان في 24 يونيو 1918.